# Ерміна (тропічний шторм, 2010)
Тропічний шторм «Ерміна» (англ. Tropical Storm Hermine)  – тропічний циклон який досяг майже сили урагану, на початку вересня 2010 року приніс широкомасштабну повінь від Гватемали на північ до Оклахоми. Хоча він був названий у західній частині Мексиканської затоки, циклон виник безпосередньо із залишків зони низького тиску, пов’язаної з короткочасною депресію у східній частині Тихого океану. За весь час свого існування шторм спричинив 102 безпосередні смерті та завдав шкоди посівам та інфраструктурі на суму приблизно 740 мільйонів доларів США, головним чином у Гватемалі.
У східній частині Тихого океану тропічна депресія Одинадцять-E принесла проливні дощі на південь Мексики та Гватемали. Щонайменше 84 людини загинули в двох країнах, збитки перевищили 500 мільйонів доларів. На півночі Мексики наслідки тропічного шторму «Ерміна» були обмеженими. Далі на північ від сильної повені постраждали значні частини Техасу й Оклахоми, в результаті чого загинуло вісім людей і завдано щонайменше 240 мільйонів доларів збитків.

## Метеорологічна історія

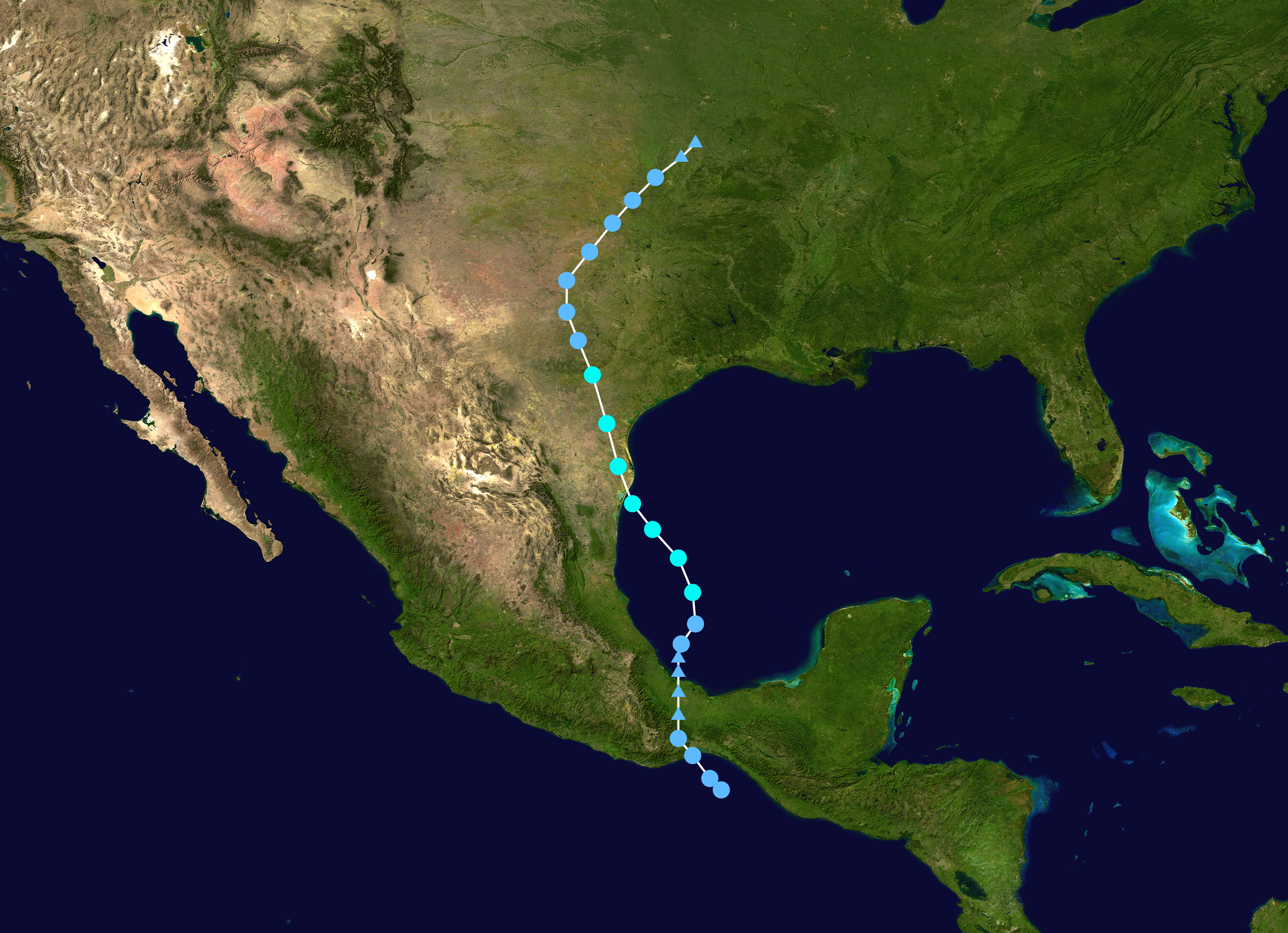
Карта шляху і інтенсивності Тропічного шторму Ерміна за шкалою Саффіра–Сімпсона

У серпні 2010 року тропічна хвиля у східній Атлантиці сприяла формуванню урагану Даніель; Даніель зрештою пішла на захід, а потім на північ, перш ніж розсіятися на південь від Ньюфаундленду через десять днів. Однак південна частина хвилі стала непов’язаною з розвитком Даніель та просунулася на захід у Центральну Америку, досягнувши східної частини Тихого океану 29 серпня. Грозова активність була обмежена Центральною Америкою до 2 вересня, коли навколо розпочала утворюватися зона низького тиску у затоці Теуантепек. Національний центр спостереження за ураганами (NHC) вперше оцінив низьку ймовірність тропічного циклогенезу о 00:00  UTC наступного дня.
Протягом 3 вересня хвиля швидко розвивалася в затоці, перш ніж було виявлено циркуляцію вітру на поверхні під системою; таким чином, NHC визначив систему, що розвивається, як тропічну депресію о 18:00 UTC того дня, коли шторм був за 115 миль (185 км) на південний схід від Саліна-Крус, Мексика. Після формування депресії  яка повільно рухалась на північний-захід і пізно 3 вересня утворив добре виражену внутрішню дощову смугу. О 06:00 UTC наступного дня западина досягла піку з вітром 35 миль/год (55 км/год) до виходу на берег через годину на схід від Саліна-Крус. Організована поява циклону на радарі, який включав первинне око, що розвивається, припустив, що депресія була близькою до інтенсивності тропічного шторму під час виходу на сушу. Судно задокументувало тропічні штормові вітри протягом цього періоду, але оскільки вони були добре віддалені від шторму, вважається, що ці сильніші вітри були пов’язані з мусонним вітром поблизу. Після просування вглиб країни депресія швидко погіршилася і стала залишковою областю низького тиску до 18:00 UTC 4 вересня над перешийком Теуантепек.
Незважаючи на те, що гірська місцевість Оахаки та Чіапаса значно порушила організацію тропічної депресії і призвела до її загибелі, зона низького тиску  залишилася недоторканою, коли вони рухалися до затоки Кампече. Нова і інтенсивна конвекція виникла, як тільки циклон повернувся в море 4 вересня, через кілька годин. Протягом наступної доби область гроз, спочатку невпорядкована, знову посилився в тропічну депресію в південній частині затоки Кампече о 18:00 UTC 5 вересня. Через 12 годин після формування NHC оновив систему до статусу тропічного шторму після переконливих звітів із сусіднього буя. В результаті тропічний циклон отримав назву Ерміна. Постійна інтенсифікація тривала, оскільки циклон рухався до кордону Техасу та Мексики. Грозова активність посилилася вранці 6 вересня, оскільки вона продовжувала обертатися навколо центру шторму. Пізніше того ж дня за допомогою радіолокаційних зображень у Браунсвіллі, штат Техас, було виявлено око, хоча шанси на додаткове посилення залишалися досить мізерними.
7 вересня о 02:00 UTC циклон вийшов на сушу поблизу Матамороса, Мексика, з максимальною швидкістю вітру 70 миль/год (110 км/год) і мінімальним барометричним тиском 989  мбар (гПа ; 29,21  дюйма рт.ст.); це був пік інтенсивності циклону. Вийшовши на берег, Ерміна повільно слабшала і рушила на північ до Техасу. О 00:00 UTC 8 вересня слабшаючий тропічний шторм перейшов у силу тропічної депресії поблизу  Мейсона, Техас. [8]Однак пориви залишалися набагато сильнішими за постійні вітри. Невдовзі після зниження рейтингу NHC передав свої обов’язки з моніторингу циклонів Центру гідрометеорологічних прогнозів  (HPC). До того часу шторм, що слабшав, втратив більшість своїх характеристик тропічного циклону, з довгою лінією гроз, що тягнеться на південь і паралельно міжштатній автомагістралі 35. Було визначено, що циклон ослаб до залишкової зони низького тиску над Оклахомою о 18:00 UTC 9 вересня, перш ніж розсіятися над Канзасом наступного дня.

## Підготовка
Перед виходом Ерміни на сушу офіційні особи Мексики видали накази про евакуацію частини північних районів Тамауліпас. Приблизно 3500 людей прислухалися до цих попереджень. У Техасі Державний оперативний центр провів конференцію щодо тропічного шторму Ерміна, щоб обговорити плани надзвичайних ситуацій. У стані готовності було переведено шість бригад рятувальників; Mass Care і Американський Червоний Хрест були готові створити притулки; десять високопрофільних транспортних засобів Техаських військових разом із гелікоптерами UH60 і CH47 були готові для ліквідації потенційних повеней. У другій половині дня 6 вересня більша частина південного Техасу опинилася під загрозою раптової повені через загрозу проливних злив. Попередження простягнуись від берегової лінії до північного Техасу вздовж правого боку шторму. Коли циклон викликав сильні дощі від Техасу до Міссурі, Національна служба погоди видала попередження про раптові повені для багатьох районів. У якийсь момент весь штат Оклахома було оголошено попередження про повені поміщений, а більшість південно-східних округів були під попередженням.

## Наслідки

### Центральна Америка

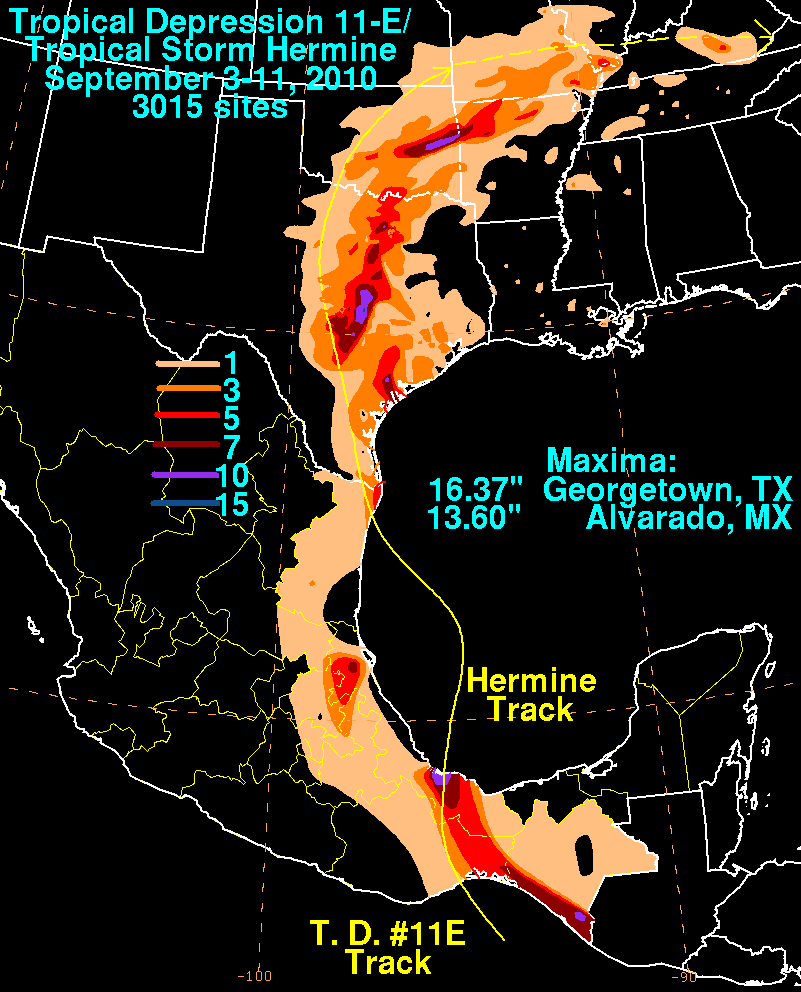
Опади внаслідок тропічної депресії Eleven-E та тропічного шторму Ерміна у Мексиці та Сполучених Штатах

По всій Гватемалі прошли сильні дощі, пов’язані з мусонним потоком і тропічною депресією Одиняцять-Е, викликали численні зсуви ґрунту по всій країні. Уздовж Міжамериканського шосе 41 людина загинула після того, як послідовні зсуви засипали автобус і рятувальників, які намагалися витягти вцілілих із заблокованого автомобіля. Перший зсув вбив 12 людей в автобусі. Сотні рятувальників прибули на місце, щоб спробувати врятувати якомога більше людей; однак другий зсув обрушився на те саме місце, поховавши сотні людей. Згідно з повідомленнями преси, щонайменше 41 людина загинула вздовж шосе, ще понад 100 вважаються мертвими. По всій країні офіційні особи заявили про 30 зсувів. Один із них убив ще чотирьох людей, зруйнувавши їхній будинок у місті Кесальтенанго. По всій країні збитки оцінили в 500 мільйонів доларів.
Сильні дощі в Коста-Риці, пов'язані з системою, спровокували зсув, у результаті якого загинули троє людей і сотні були змушені переселитися.

### Мексика

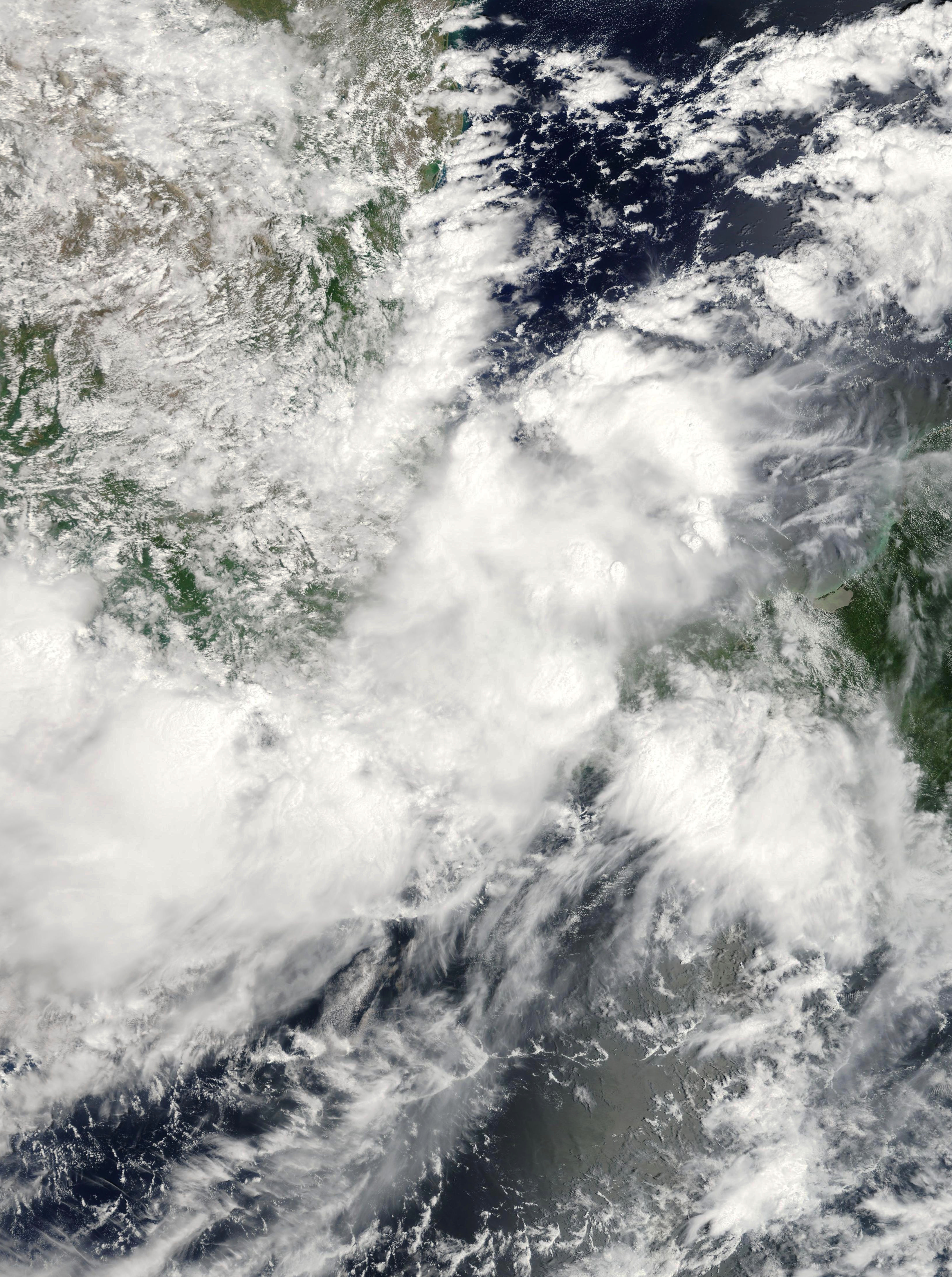
Tropical Depression Eleven-E over Central Mexico on September 4

Повідомлялося про сильний дощі на півдні Мексики, і кілька річок вийшли з берегів на узбережжі Оахаки, тому було оголошено червоний (високий) рівень небезпеки. Загалом 50 000 людей постраждали від депресії в Мексиці. Відомо щонайменше 46 людей, які були вбиті в Оахаці.
Система призвела до місцевих сильних дощів у Веракрусі з піком вимірювання 13,6 дюйма (350 мм) в Альварадо. На півночі Мексики кількість опадів понад 3 дюйми (76 мм) була обмежена прибережними районами. По всій північній частині Тамауліпас тропічні штормові вітри повалили дерева, лінії електропередач і пошкодили кілька споруд. У Матаморосі були зафіксовані постійні вітри зі швидкістю 53 милі на годину (85 км/год) і пориви 67 миль на годину (108 км/год). Щонайменше 20 будинків були пошкоджені по всьому місту; загиблих і поранених не було.

### Сполучені Штати
По всьому маршруту циклону в Сполучених Штатах шторм викликав сильні опади, особливо вздовж східної сторони системи. Після ослаблення до депресії шторм викликав проливні зливи над гірською місцевістю Техасу, досягнувши піку в 16,37 дюймів (416 мм) у Джорджтауні. Додаткові сильні дощі пройшли в Оклахомі, Арканзасі та на сході Кентуккі. У цих штатах пік опадів припадає на 13,42 дюйма (341 мм), 9,81 дюйма (249 мм) і 6,7 дюйма (170 мм) відповідно. Окремі області від помірних до сильних дощів також випали в Луїзіані, Міссурі, Іллінойсі та Міссісіпі.
Загалом шторм призвів до восьми жертв, семи в Техасі й одного в Оклахомі, а також завдав збитків у 240 мільйонів доларів США.

#### Техас

Тропічного шторму «Ерміна», що рухається через південний Техас 7 вересня

У Техасі сильний вітер був зафіксований у Гарлінгені, де стійкий вітер досягав 59 миль/год (95 км/год) і поривів до 73 миль/год (117 км/год). В іншому місці Техасу, великі частини штату на схід від місця, де центр шторму відслідковувався зареєстровані шквальні вітри. Уздовж узбережжя система також принесла штормовий приплив, пік якого досяг 3,4 фута (1,0 м) у Порт-Еранзасі.  Пошкодження в нижній частині долини Ріо-Гранде були загалом незначними. Через сильний вітер було повалено кілька дерев і лінії електропередач, що призвело до перебоїв з електроенергією в цьому районі. Близько 30 000 споживачів в той чи інший момент були знеструмлені під час шторму в регіоні. Найбільше постраждали округи Кемерон та Вілласі. У центральному Техасі приблизно 100 000 будинків залишилися без світла, головним чином в окрузі Беар, через повалені дерева. За даними обстеження регіону, буревій повалив близько 300 дерев. У Джорджтауні, де випав найсильніший дощ, парки автофургонів і прилегла траса I-35 були затоплені, що призвело до евакуації людей.
По всьому штату команди рятувальників довелося здійснити сотні рятувальних робіт на високій воді. У деяких районах зафіксовано паводкові води на глибину до 5 футів (1,5 м). В окрузі Джонсон було проведено понад 60 рятувальних робіт на воді після раптової повені, яка затопила численні будинки. За словами керівника пожежної служби Річарда Ван Вінкла з пожежної служби Альварадо, «це настільки погано, як я бачив». У місті одна людина загинула після того, як виїхала на своїй машині на затоплену вулицю та була зметена. В Арлінгтоні 90 людей довелося евакуювати з багатоквартирного будинку після того, як повінь неподалік залишила деякі кімнати під водою на глибині 8 футів (2,4 м). Понад 50 будинків були серйозно пошкоджені і врешті-решт рік потому викуплені містом. Повінь також пронеслась через сусідній район із достатньою силою, щоб виривати дерева на своєму шляху. В окрузі Белл сильна повінь призвела до одного загиблого: 19-річна дівчина потонула, коли її автомобіль знесло із затопленої дороги.

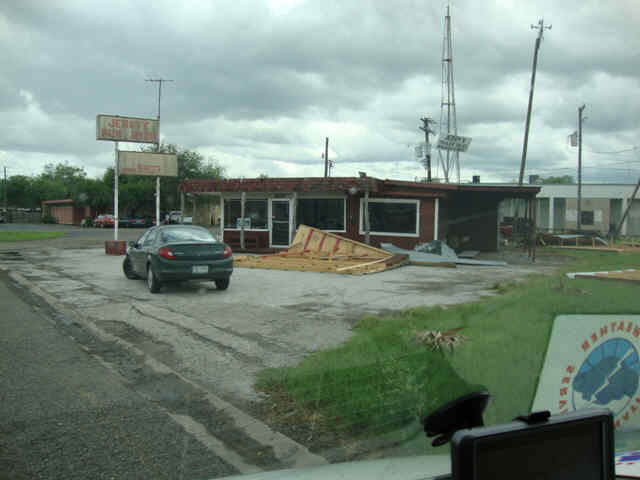
Пошкодження від вітру внаслідок тропічного шторму Ерміна у Кінгсвіллі, штат Техас

Кілька торнадо були породжені по всьому Техасу в результаті проходження шторму. Короткочасний торнадо EF0, який завдав невеликої шкоди, був підтверджений поблизу 
Молтона, Техас. Найсильніший торнадо обрушився на Даллас на захід від Норт-Вестморленд-роуд поблизу парку Ла Реюньйон, пошкодивши кілька будівель. Пізніше цьому торнадо було присвоєно оцінку EF2 з орієнтовною швидкістю вітру 115 миль/год (185 км/год). Це був найсильніший торнадо, який обрушився на Даллас з часів F4 у 1974 році. У північному Техасі було підтверджено шість торнадо та ще кілька, ймовірно, торкнулися інших місць штату.
За даними Червоного Хреста, загалом 843 будинки постраждали від шторму по всьому Техасу; 68 було знищено, 231 зазнав великих пошкоджень і 283 отримали незначні пошкодження. Інший смертельний випадок, пов'язаний з повінню, стався в окрузі Джонсон. У Джамайка-Біч, штат Техас, одна жінка потонула під час повені, пов’язаної з наближенням шторму.

#### Оклахома
Після переміщення через Техас залишки шторму спричинили опади, місцями сильні, в Оклахомі, що спричинило значні повені. Одна людина була занигула в штаті в результаті проходження циклону. Майже весь округ Секвоя залишився під водою, що призвело до серйозних пошкоджень інфраструктури. Майже 30 миль (48 км) доріг було змито повенями. За попередніми оцінками, збитки в окрузі становили 2,5 мільйона доларів. У штаті відбувалися окремі збої в електропостачанні, в основному через торнадо, при цьому Оклахомська газова та електрична компанія повідомила про приблизно 5000 збоїв. Національна метеорологічна служба підтвердила наявність трьох торнадо, пов’язаних з штормом включно з торнадо EF0, яке вразило Лоун-Гроув, місто, зруйноване торнадо EF4 у лютому 2009 року. У Колберті торнадо EF1 зруйнував один будинок і поранив водія вантажівки, який перекинув його автомобіль на бік. Вранці 9 вересня в східних частинах штату пройшов дощ, що призвело до нової повені. Уздовж US 69 частина дороги була вкрита водою на кілька футів. Інші дороги державного значення також були затоплені; однак більша частина води відійшла того дня.